# شعب دونغان
دونغان (بالروسية: Дунгане)‏, Dungane; (بالقيرغيزية: Дуңгандар)‏, Duŋgandar, دۇنغاندار; (بالقازاقية: Дүңгендер)‏, Du'n'gender, دٷڭگەندەر) هو مصطلح استخدم في أقاليم الاتحاد السوفياتي سابقا للإشارة إلى مجموعة من المسلمين ذوي الأصل الهوي. كما تشير الشعوب الناطقة بالتركية في شينجيانغ شمالي غربي الصين إلى أن أفراد هذه المجموعة العرقية هم من الدونجان. في كل من الصين والجمهوريات السوفيتية السابقة (حيث يقيمون) يطلقون على أنفسهم لقب هوي لأنهم يعتبرون أن الدونغان هم أحفاد هوي ممن قدمو إلى آسيا الوسطى. يمكن العثور على الدونغان في إحصاءات الدول التي استقلت عن الاتحاد السوفيتي السابق، و يتم إحصاء عددهم بشكل منفصل عن الصينيين، بلغ عددهم في كازاخستان نحو 36,900 وفقا لإحصاء عام 1999، وفي قيرغيزستان بلغ عددهم نحو 58,409 وفقا لإحصاء عام 2009، أما في روسيا فقد بلغ عددهم نحو 801 نسمة فقط وفقا للإحصاء الروسي عام 2002.

## التاريخ

### الهجرة من الصين

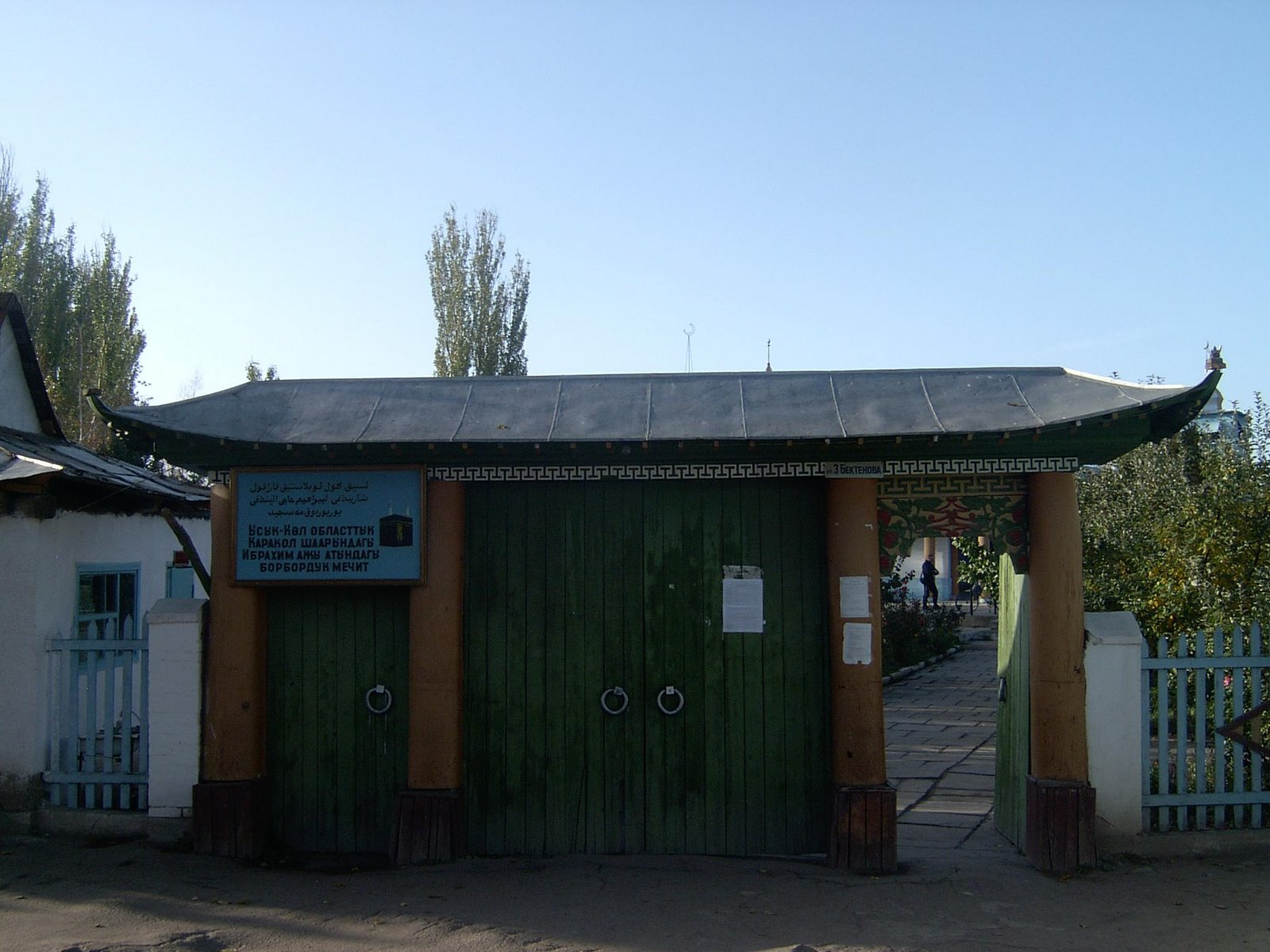
بوابة مسجد دونغان في كاراكول، قيرغيزستان.النص العلوي على اللافتة عبارة عن تجسيد جزئي إلى الأويغورية من اسم المسجد القيرغيزي باستخدامالأبجدية الأويغورية العربية: سيق كول لوبلاستيق قاراقول شاربندغي ليبراهيم حاجي أتينداغي بوربوردوق مه سجيد. النص السفلي مكتوب باللغة القرغيزية ,والنص السيريلي هو: Ysyk-Köl oblasttyk Karakol shaaryndagy Ibrakhim Ajy atyndagy borborduk mechit—المسجد المركزي باسم إبراهيم حجي في مدينة كركول، مقاطعة أو (رايون) يتبع ل إيسيك-كول.

في وادي فرغانة، يعود اصل أول الدونغان الذين ظهرو في آسيا الوسطى إلى مدينة كولدجا و مدينة كاشغر، وكانوا بمثابة عبيد تم القبض عليهم من قبل بعض المعتدين؛ واللذين كانو يعملون في الغالب لدى بعض الأسر. وفي أواخر القرن التاسع عشر، بعد أن غزا الروس آسيا الوسطى وألغوا العبودية، بقيت معظم إناث الدونجان من العبيد حيث كانوا محتجزين في الأصل. وقال عالم الإثنوغرافيا الروسي فلاديمير بتروفيتش ناليفكين وزوجته أن «النساء العبيد بقين في اماكنهن، لأنهن إما كن زوجات لعمال أو لخدم أصحابهم السابقين، أو أنهن كن أصغر من أن يبدأن حياة مستقلة». كانت نسوة الدونجان العبيد في مدينة بخارى ذوات مكانة متدنية ولا أحد يعرهن أي اهتمام.
لم يميز تجار العبيد الأتراك من خوكاند بين مسلم هوي و بين صينيي الهان، حيث استعبدوا مسلمى هوي في انتهاك صارخ لمبادئ للإسلام. خلال فترة حرب أفاقي خوجة المقدسة قاد شخص  مسلم تركي  يدعى خوجة جهانجير خوجا حملة غزو على كاشغار من خانات كوكند وأسرت قوات جاهانجير عدة مئات من المسلمين الصينيين الدونغان من (التونغان أو الهويين) واقتادوهم إلى قوقند. اشترى طاجيك شينجيانغ اثنين من العبيد الصينيين من يعود اصلهم إلى شنشي؛ وقد تم استعبادهم لمدة عام قبل أن يعيدهم الطاجيك إلى الصين.تم إجبار جميع الدونجان الذين تم أسرهم، بما فيهم التجار والجنود الـ 300 اللذين أسرهم جانهاغير في كاشغار، على إزالة قصة شعرهم والمعروفة باسم كيو عندما أتو بهم إلى قوقند وآسيا الوسطى كسجناء.وأفيد بأن العديد من الأسرى أصبحوا عبيدا. وازدادت أعداد هؤلاء العبيد في آسيا الوسطى. تمت إزالة كيو من السجناء المسلمين الصينيين من الدونجان وتم بيعها أو وهبها مجانا دون مقابل. وهرب بعضهم إلى الأراضي الروسية حيث أعيدوا إلى الصين وسجلت روايات القبض عليهم في السجلات الصينية. دون الروس حادثة إنقاذ هؤلاء التجار المسلمين الصينيين الذين فروا، بعد أن باعهم جيش جهانجير في آسيا الوسطى ومن ثم أعادوهم إلى الصين.
الدونغان في الجمهوريات السوفيتية السابقة هم من الهوي الذين فروا من الصين في أعقاب حرب اقليات هوي في القرن التاسع عشر. وفقا لريمسكي كورساكوف عام (1992)، فرت ثلاث مجموعات منفصلة من شعب الهوي إلى الإمبراطورية الروسية وشقت طريقها عبر جبال تيان شان في فترة كان فيها الشتاء قاسيا جدا بين عامي 1877/1878:
1. المجموعة الأولى ، تتكون من حوالي 1000 شخص ، يعود أصلهم إلى توربان في سنجان في الصين بقيادة مادارين (马大人, 'الرجل العظيم ما'، ويعرف أيضا باسم ما دا لاو يي (马大老爷, 'المعلم العظيم ما')، وصلت إلى أوش جنوبي قيرغيزستان.
2. المجموعة الثانية، وأصلها من ديداوتشو (狄道州) بقيادة أهونغ ما يوسف (马郁素夫)[19]،  المعروف أيضا باسم آه يي لاورين (阿爷老人، 'الرجل العجوز أوغرانبا')، استقرت في ربيع عام 1878 في قرية يرديك ((بالروسية: Ирдык)‏ أو Ырдык) على بعد حوالي 15 كم من كاراكول في شرق قيرغيزستان. وبلغ عددهم 1130 فردا  لدى وصولهم.
3. المجموعة الثالثة وأصلهم من شنشي بقيادة محمد ايوب بيانهو أحد قادة التمرد، استقرت في قرية كاراكونوز (ماسانتشي حاليا)، في مقاطعة جامبل الحديثة في كازاخستان، وتقع على بعد 8 كم شمال مدينة توكموك في شمال غرب قيرغيزستان. بلغ عدد أفراد هذه المجموعة (3،314) فردا لدى وصولها.

وتلى ذلك موجة جديدة من الهجرة في أوائل ثمانينيات القرن التاسع عشر. وفقا لأحكام معاهدة سانت بطرسبرغ (1881)، والتي نصت على وجوب انسحاب القوات الروسية من حوض نهر إيلي العلوي (في منطقة كولجا)، وسُمح لسكان دونغان (هوي) وتارانشي (الأويغور) في المنطقة باختيار الانتقال إلى الجانب الروسي من الحدود.واختار العديد منهم هذا الخيار. وفقا للإحصاءات الروسية، انتقل (4،682) فردا من الهوي إلى الإمبراطورية الروسية بموجب المعاهدة. هاجرواعلى شكل مجموعات لصغيرة بين عامي 1881 و 1883، واستقروا في قرية سوكولوك على بعد حوالي 30 كيلومترا غربي العاصمة بيشكيك في قيرغيزستان، واستقروا كذلك في عدد من المواقع بين الحدود الصينية و سوكولوك في جنوب شرق كازاخستان وشمال قيرغيزستان.

## التسمية
في الإمبراطورية الروسية والاتحاد السوفيتي ودول ما بعد الاتحاد السوفيتي، لا يزال الدونغان يشيرون إلى أنفسهم باسم شعب هوي.
أصل الاسم دونجان غامض من الأساس. هنالك نظرية شعبية واحدة تنص على أن هذه الكلمة استمدت من الكلمة من التركية دونان (بالتركية döñän) وتعني («الشخص المتقلب») بحاجة إلى تأكيد للمعنى، مقارنة بالكلمة الصينية 回 (هوي)، والتي تحمل نفس المعنى. هنالك نظرية أخرى تستمدها من الصينيين 东甘 (دونغ جان) في  'قانسو الشرقية' المنطقة التي يمكن للعديد من الدونجان تتبع أصولهم فيها. ومع ذلك فإن حرف غان(干)المستخدم في اسم المجموعة العرقية يختلف عن الحرف المستخدم في اسم المقاطعة(甘).
وقد استخدم مصطلح «دونغان» («تونغغان»، «دونغغان») من قبل  الأتراك والطاجيك في آسيا الوسطى للإشارة إلى المسلمين الناطقين بالصينية لقرون عدة. يستشهد جوزيف فليتشر بالمخطوطات الوعظية التركية والفارسية  والتي تعود إلى القرن السابع عشر للأستاذ الصوفي الكاشغري محمد يوسف (أو على الأرجح ابنه آفاق خوجة) خلال فترة حكم سلالة مينغ (في قانسو و/أو تشينغهاي اليوم)، حيث تم إخبار الوعاظ الكاشغاريين على أنه يتوجب عليهم تحويل طريقة  'أولاما يي تونغانيان' (أي «الدونجان العلماء») إلى الصوفية.
من المفترض أنه تمت استعارة هذا المصطلح  من اللغات التركية  إلى الروسية، والصينية بما في ذلك  لغات أوروبا الغربية.

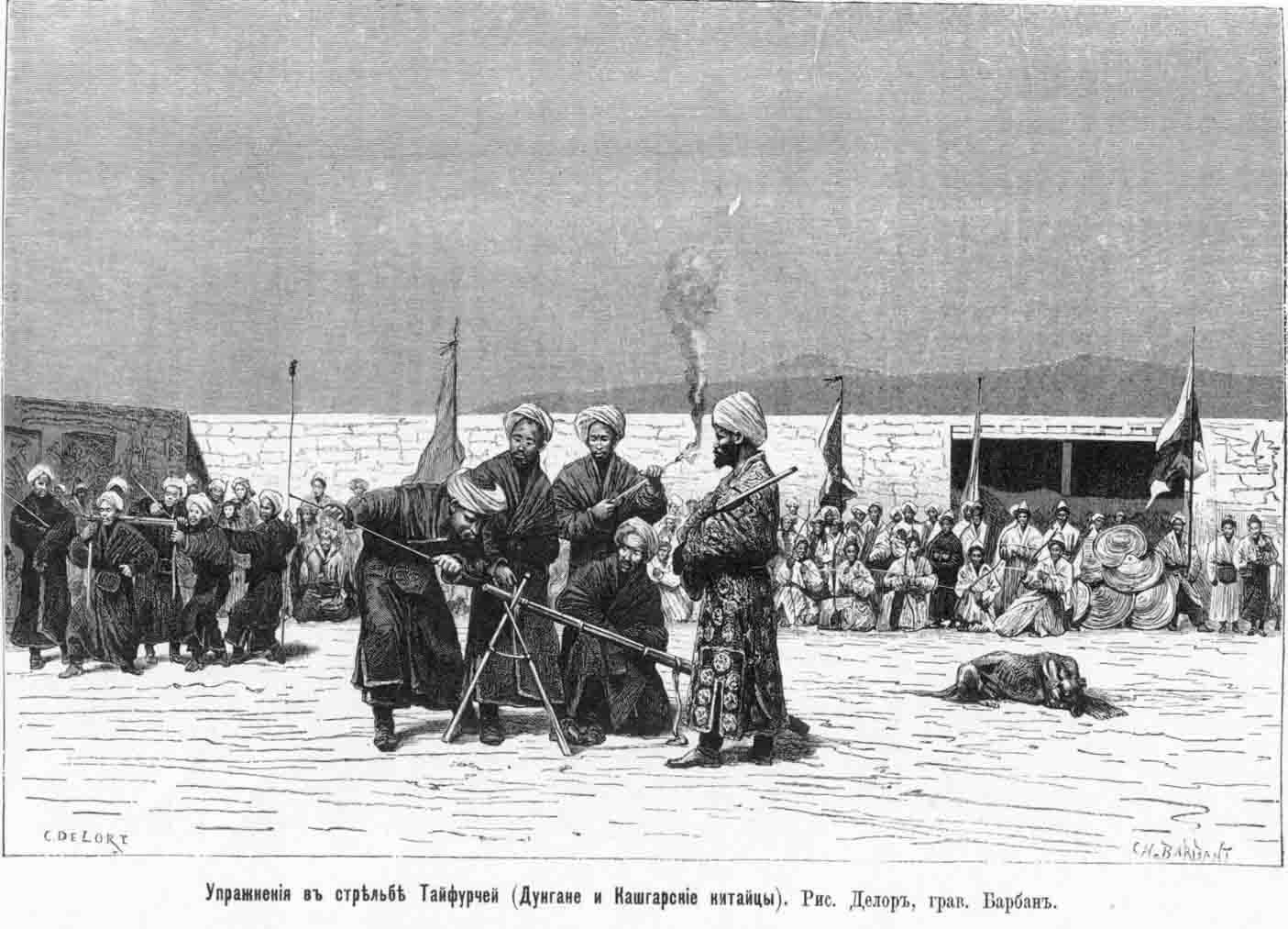
تسمية توضيحية: «تدريب ل تايفورتشي أو [المدفعيين] على إطلاق النار. الدونغان والكاشغار الصينيين».نقش فرنسي من فترة ولاية يعقوب بيك.

في اللغة الإنجليزية والألمانية، الاسم الإثني «دونغان»، بأشكاله الإملائية المختلفة، كان قد اشار في بدايات القرن التاسع عشر إلى شعبالهوي في شينجيانغ. على سبيل المثال، جيمس برينسيب في عام 1835 كان قد ذكر مسلمي ال «(Túngánis، تونغانيز»  في «الترتاري الصينية». في عام 1839، ذكر كارل إرنست فون باير في روايته الألمانية عن الإمبراطورية الروسية والأراضي الآسيوية المجاورة أنه قد تكلم في صفحة واحدة عن شخص مسلم ينطق الصينية «دونغاني» أو «تونغاني»، كان قد زار أورينبورغ في عام 1827 مع قافلة آتية من الصين. كما قد نوه  أيضا غلى كلمة «توغيان» كبديل إملائي كان قد تم استخدامه قبل مؤلفين آخرين. ر. م. مارتن في عام 1847 ذكر التجار التونغان في ياركند. بصيغة «تونغاني». اكتسبت الكلمة (على أشكلها «دونغاني» أو «تونغاني» ، وأحيانا «دونغين» أو «دونغان») قيمة في اللغة الإنجليزية وغيرها من اللغات الغربية حينما ناقش عدد من الكتب بين عامي 1860-1870 تمرد الدونغان في شمالي غرب الصين. في ذلك الوقت ، يمكن للمرء أن يرى المؤلفين الأوروبيين والأمريكيين يعتمدون مصطلح تونغاني على شعب الهوي على حد سواء في شينجيانغ،  وفي شنشي وقانسو (والتي شملت في ذلك الوقت على ما يعرف اليوم باسم نينغشيا وتشينغهاي كذلك). كان المؤلفون على دراية تامة عن الصورة العامة لانتشار الإسلام في الصين، وكانو ينظرون إلى «التونغاي» على أنهم مجرد مجموعة واحدة من مجموعات المسلمين في الصين.
مارشال برومهول، كتب فصلا عن "تمرد تونغان" في كتابه عام 1910، قدم فيه "اسم تونغان أو دونغان، في إشارة إلى المسلمين في الاجزاء الشمالية الشرقية من الصين، كما تضمن كتاب برومهول ترجمة لتقريرعن المسلمين الصينيين للكاتب العثماني عبد العزيز. يقسم فيه "شعب التونغين" إلى فرعين: "التونغان من الصين الأصلية " (بما في ذلك، على ما يبدو جميع شعب الهوي، كما أنه تحدث أيضا عن وجود 17 مسجدا للتونغان في بكين)، و "التونغيين من تركستان الصينية والروسية" ، الذين لا يزالون يبدون ويتحدثون كالصينيين ، ولكنهم تعلموا "اللغة الأويغورية" أيضا. اعتمد المؤلفون لاحقا مصطلح دونغان (في مختلف النسخ) للإشارة إلى شعب الهوي في شينجيانغ على وجه التحديد.على سبيل المثال، حافظ أوين لاتيمور على التمييز المصطلحي بين هاتين المجموعتين مترابطتين: " تونغكان" (مثال نظام ويد–جيلز ل"دونجان")، وصفهم بأنه أحفاد شعب قانسو الهويين الذين أعيد توطينهم في شينجيانغ في القرنين 17-18، و "مسلمي قانسو" أو بشكل عام "المسلمين الصينيين". لا يزال المصطلح ( "تونغانز") مسستخدما من قبل العديد من المؤرخين الحديثين الذين يكتبون عن تمرد الدونغان في القرن التاسع عشر (على سبيل المثال، الكاتب دينيس سي تويتشيت في كتابه تاريخ كامبريدج في الصين، بقلم جيمس أ. ميلوارد في تأريخه عن اقتصاد المنطقة، أو من قبل كيم-هو-دونغ في رسالته العلمية ).

### قرى الدونجان في كازاخستان وقرغيزستان
أشار الدونغان أنفسهم إلى الكركونوز ((بالروسية: Каракунуз)‏، في بعض الأحيان Караконыз أو Караконуз) كما Ingpan ((بالصينية: 营盘), Yingpan; (بالروسية: Иньпан)‏)، والتي تعني مخيما أو معسكرا.في عام 1965، تم تغيير اسم كاراكونوز إلى ماسانتشي (تلفظ في بعض الأحيان «ماسانتشين»)، تيمنا ب ماغازا ماسانشي أو ماسانشين  (بالدونغانية: Магәзы Масанчын)،(بالصينية: 马三奇) أحد المشارك من الدونجان في الثورة الاشتراكية ورجل دولة من كازاخستان السوفيتية.
ويلخص الجدول التالي موقع قرى دونغان في كازاخستان وقيرغيزستان، والأسماء البديلة المستخدمة لها، وسكانها من الدونغان

### الحقبة السوفييتية
خلال الحرب العالمية الثانية، خدم بعض الدونغان في الجيش الأحمر، وكان أحدهم يدعي فاناخون مانسوزا «بطل» حرب دونغان الذي قاد «بطارية هاون».

### في الوقت الراهن

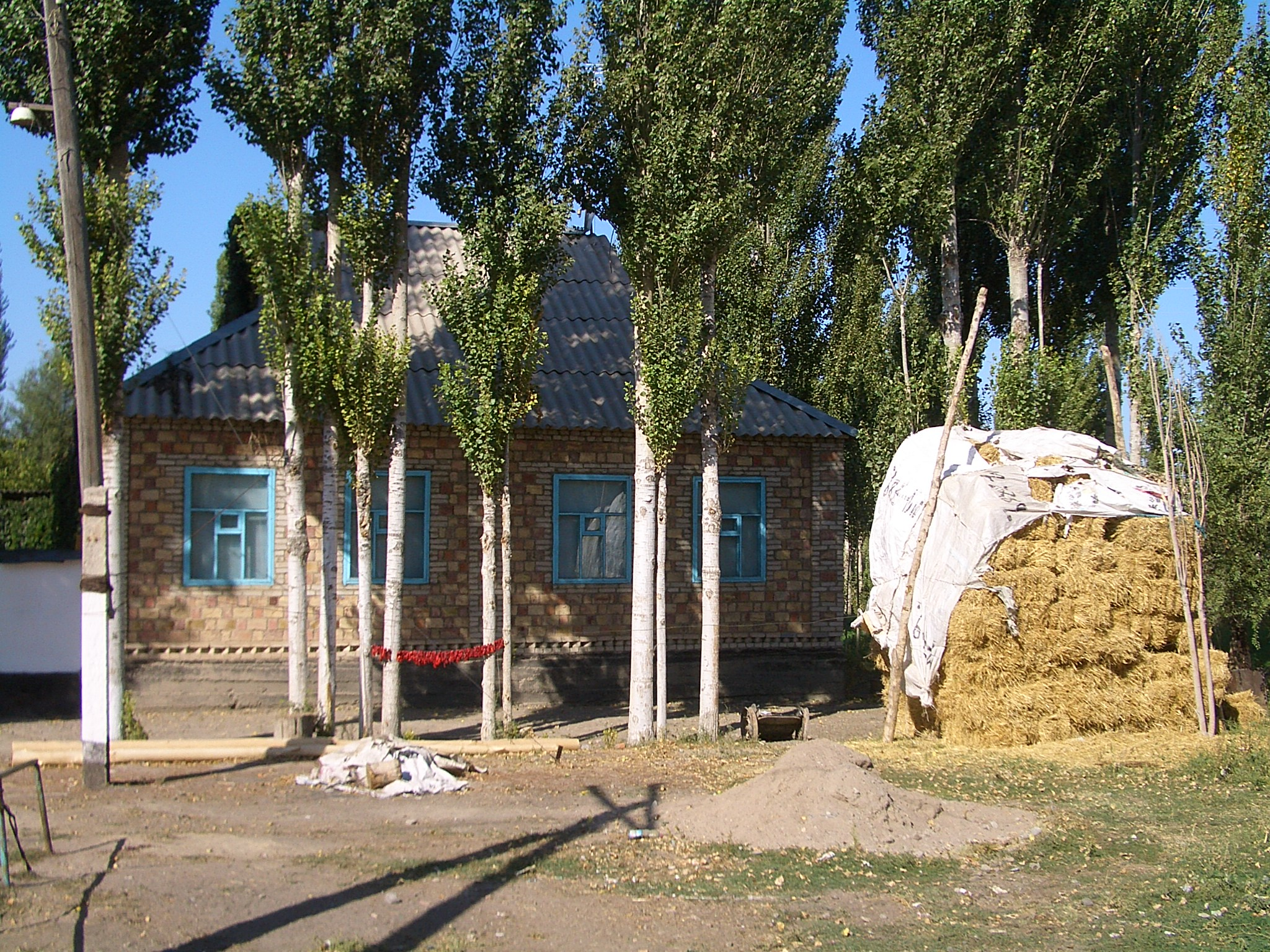
قرية ميليانفان, تشوي في قرغيزستان

كما لاحظ دينج عام (2005)، فإن شعب الدونغان يعود اصله إلى شعب هوي في الصين، ويعيش الآن بشكل رئيسي في قيرغيزستان وكازاخستان. يبلغ تعدادهم حوالي (110,000) نسمة.وقد طور هؤلاء الناس الآن عرقاً منفصلاً خارج الصين، ومع ذلك لا يزال لديهم ارتباط وثيق مع شعب الهوي من ناحية الثقافة والخصائص العرقية والهوية العرقية. في الوقت الراهن يلعب الدونغان  دورا مهما في الوساطة اقتصاديّة بين آسيا الوسطى والصين. وقد نجح هوسي دوروف رئيس مركز دونغان، في تحويل التبادلات الثقافية إلى شراكات تجارية.
وفي شباط/فبراير من عام 2020، اندلع نزاع بين الكازاخستانيين العرقيين والدونغان في منطقة كورداي في كازاخستان على الحدود مع قيرغيزستان. وذكرت مصادر رسمية كازاخستانية أن 10 اشخاص كانوا قد لقوا مصرعهم وأصيب عدد كبير. كما أحرق عدد من  السيارات والمنازل. فر حوالي 600 شخص عبر الحدود إلى قيرغيزستان.

## اللغة
لغة الدونغان، التي يسميها شعب الدونغان «لغة هوي»، تشبه لهجة تشونغيوان للماندرين الصينية، التي يتم التحدث بها على نطاق واسع في جنوب قانسو وغرب غوانتشونغ في شنشي في الصين.
مثل الأصناف أخرى من اللهجات الصينية، الدونغانية هي لغة لحنية. هناك لهجتان رئيسيتان، واحدة مع أربع نغمات، والأخرى، تعتبر قياسية، مع ثلاث نغمات في الموقف النهائي في الكلمات وأربع نغمات في موقف غير النهائي.
قد تبدو بعض مفردات الدونغانية قديمة الطراز بالنسبة للشعب الصينى. على سبيل المثال، يشير الدونغان إلى الرئيس على أنه «إمبراطور» ويدعون المكاتب الحكومية ب يا-مين (ямын, ya-min), وهو اسم أطلق على  المكتب الإداري أو مقر إقامة البيروقراطين المحليين أو الماندرين في أيام الصين الإمبراطورية. كما تحتوي لغتهم على العديد من الكلمات المستعارة من العربية والفارسية والتركية. منذ أربعينيات القرن العشرين، كُتبت اللغة بالخط السيريلي، مما يدل على أنه يمكن كتابة اللغة الصينية باستخدام الأبجدية اللاتينية (قارن  نظام بينيين).
وعلى عكس الأقليات الأخرى في آسيا الوسطى، مثل الكوريين المحليين، يعتبر معظم الدونغان من الأقليات ثلاثية اللغات. كما أن أكثر من ثلثي الدونغان يتكلمون الروسية ونسبة صغيرة منهم تتحدث اللغة القيرغيزية أو لغات أخرى تنتمي إلى البلدان التي يعيشون فيها.

## الثقافة
أشار مستكشف القرن التاسع عشر هنري لانسديل إلى أن شعب الدونغان امتنع عن تعاطي المشروبات الروحية والمخدرات (الأفيون)، ووصفهم بأنهم لا يدخنون ولا يتعاطون السعوط و أنهم متوسطو الطول وذوو بنية قوية. كما أضاف أن  جباههم عالية وبارزة، وحواجبهم سميكة ومقوسة، عيونهم غائرة إلى حد ما مع بروز في عظام الوجنة، وجههم بيضاوي الشكل، فم متوسط الحجم والشفاه سميكة، أسنانهم عادية، ذقنهم مدورة، آذانهم صغيرة ، شعهمر أسود وملس، لحاهم خفيفة وخشنة، جلدهم ناعم، والرقبة قوية، وأطرافهم متوسطة.
وهم ينخرطون في تربية الحيوانات والبستنة والتجارة. السلطة الأبوية قوية في حياتهم المنزلية. بعد ولادة الطفل لا تقوم الأم من مكانها لمدة خمسة عشر يوماً، وبدون أي مراسم معينة، يتلقى الطفل اسمه بوجود الملا في اليوم التالي لولادته. يتم الختان في اليوم الثامن أو التاسع أو العاشر. عندما تتزوج فتاة تحصل على مهر. في حالات المرض يلجؤون إلى الطب والأطباء، ولا يلجؤون إلى فكرة طرد الأرواح الشريرة.
بعد الموت، يتجمع الملا والمسنون لتلاوة الصلوات. يلفون الجثة بالكتان الأبيض (الكفن)، ولا يقومون بإحراق جثث موتاهم. عند العودة من مراسم الدفن يتشارك الملا والشيوخ تناول الخبز واللحم. يقيمون المعالم الأثرية مثل المساجد الصغيرة لبعض رجال الدين. وفي الذكرى الثالثة للوفاة يقام احتفال ذكرى. كما نوه إلى انه  ويجوز للأرملة أن تتزوج مرة أخرى بعد 90 يوماً من وفاة زوجها.
الدونغان هم مزارعون  في المقام الأول يزرعون الأرز والخضروات مثل الشمندر السكري. كما أن العديد منهم يربي المواشي. انخرط بعض منهم في إنتاج الأفيون. و زواج الاقارب شائع بينهم.[بحاجة لمصدر]
ويشتهر الدونجان بضيافتهم وإقامتم للعديد من الاحتفالات والمآدب حفاظا على ثقافتهم. حفلات أعياد الميلاد عندهم متقنة ومليئة بالألوان،كذلك الأمر بالنسبة لحفلات الزفاف والجنائز. إضافة إلى ذلك يوجد في مدارسهم متاحف للحفاظ على أجزاء أخرى من ثقافتهم، مثل التطريز والملابس التقليدية والمجوهرات الفضية وقصاصات الورق المصنوعة من جلود الحيوانات والزهور والأدوات.[بحاجة لمصدر]
لا يزال الدونجان يمارسون طقوسا آتية من الثقافة الصينية ، في المطبخ والملابس ، حتى عام 1948 ، كما مارسوا عادة ربط القدم  وهي عبارة عن ربط مُحكَم على أقدام الفتيات الصغيرات لتعديل شكل وحجم أقدامهن. أظهر دونغان شنشي المحافظون تشبثا واضحا في العادات الصينية من دونغان قانسو.
وقد احتفظ الدونغان بالتقاليد الصينية والتى اختفت بدورها في الصين الحديثة. ممارسات الزواج التقليدية لا تزال منتشرة على نطاق واسع بين الخاطبات، وتشابه الزيجات التي أجراها الدونغان الزيجات الصينية في القرن 19th. تسريحات الشعر والملابس التي ترتديها النساء والملابس يعود تاريخها إلى عهد أسرة تشينغ.
لا تزال ملابس نساء دونغان شنشي صينية، على خلاف بقية الدونغان الذين يرتدون الملابس الغربية. كما أن عيدان الطعام لاتزال مستخدمة لديهم. مطبخ الدونغان يشابه المطبخ الصيني الشمالي الغربي.
في أواخر القرن التاسع عشر كان مهر العروس يتراوح بين 240 و 400 روبل لنساء الدونغان. اعتاد الدونغان على التزوج من نساء آخريات كالكيرغيز أو التتارعن طيب خاطر، أو اختتطاف فتيات الكيرغيز.
يظهر الدونغان من شنشي أكثر محافظة على الزواج من الدونغان الآخرين، وييبقون زواج بناتهم متاحا فقط بين دونغان ال شنشي، في حين يُسمح لأبنائهم بالزواج من دونغان ال قانسو ونساء الكيرغيز و وكازاخستان.
أفادت تقارير تعود لعام 1962، بأن الزواج بين الأعراق كان مبغوضا بين الدونغان.

## الهوية
لأسباب دينية، وفي حين أن شعب الهوي لا يعتبرون أنفسهم من الهان وليسوا من الهان الصينيين، فإنهم يعتبرون أنفسهم جزءاً من العرق الصيني الأوسع نطاقاً ويشيرون إلى أنفسهم على أنهم تشونغيوانرين. أطلق شعب الدونغان، وهم أحفاد هوي الذين فروا إلى آسيا الوسطى، على أنفسهم اسم تشونغيوانرين بالإضافة إلى التسميات الاعتيادية وهي (لاو هويهوي) و(هويزي) استخدمت لفظة تشونغيوانرين بشكل عام من قبل المسلمين الأتراك للإشارة إلى شعب هان وهوى الصينيين.عندما غزا غزاة آسيا الوسطى القادمين من كوكاند كاشغار، ينتقد القائد الكوكاندي في رسالة الكاشغري التركي المسلم إسحاق بزعم عدم التصرف بأصل التركي المسلم ورغبته في أن يكون من التشونغيوانرين.